# Брянский, Константин Владиславович
Константин Владиславович Брянский (род. 14 июня 1977, Сочи, Краснодарский край) — российский волейболист и тренер.

## Тренерская карьера
Брянский играл в команде «Октан» с 1995 года с коротким перерывом на два сезона в середине нулевых, когда выступал за команду «Газпром-Югра». Потом вернулся в Новокуйбышевск в клуб «Нова». Несколько раз получал предложения перейти на тренерскую работу, но только тогда, когда Александр Климкин возглавил «Нову», стал его помощником. В 2015 году стал главным тренером команды. При нём команда в следующих трех сезонах занимала в чемпионате страны 11, 10 и 8 места соответственно.
В декабре 2018 года возглавил «Динамо» (Москва), взяв с собой из «Новы» игроков Владимира Съёмщикова, Романаса Шкулявичуса и Алексея Кабешова.
В 2021 году привёл «Динамо» к победе сразу в 4 турнирах: Кубке ЕКВ, Кубке России, Суперлиге России и Суперкубке России. Причём во всех четырёх финалах москвичи обыгрывали «Зенит» (Санкт-Петербург). В 2022 году с «Динамо» защитил титул чемпиона России и выиграл Суперкубок страны.
В июне 2022 года стал главным тренером мужской сборной России.